# Poecilocloeus fruticolus
Poecilocloeus fruticolus är en insektsart som beskrevs av Marius Descamps 1976. Poecilocloeus fruticolus ingår i släktet Poecilocloeus och familjen gräshoppor. Inga underarter finns listade i Catalogue of Life.